# Voice over LTE

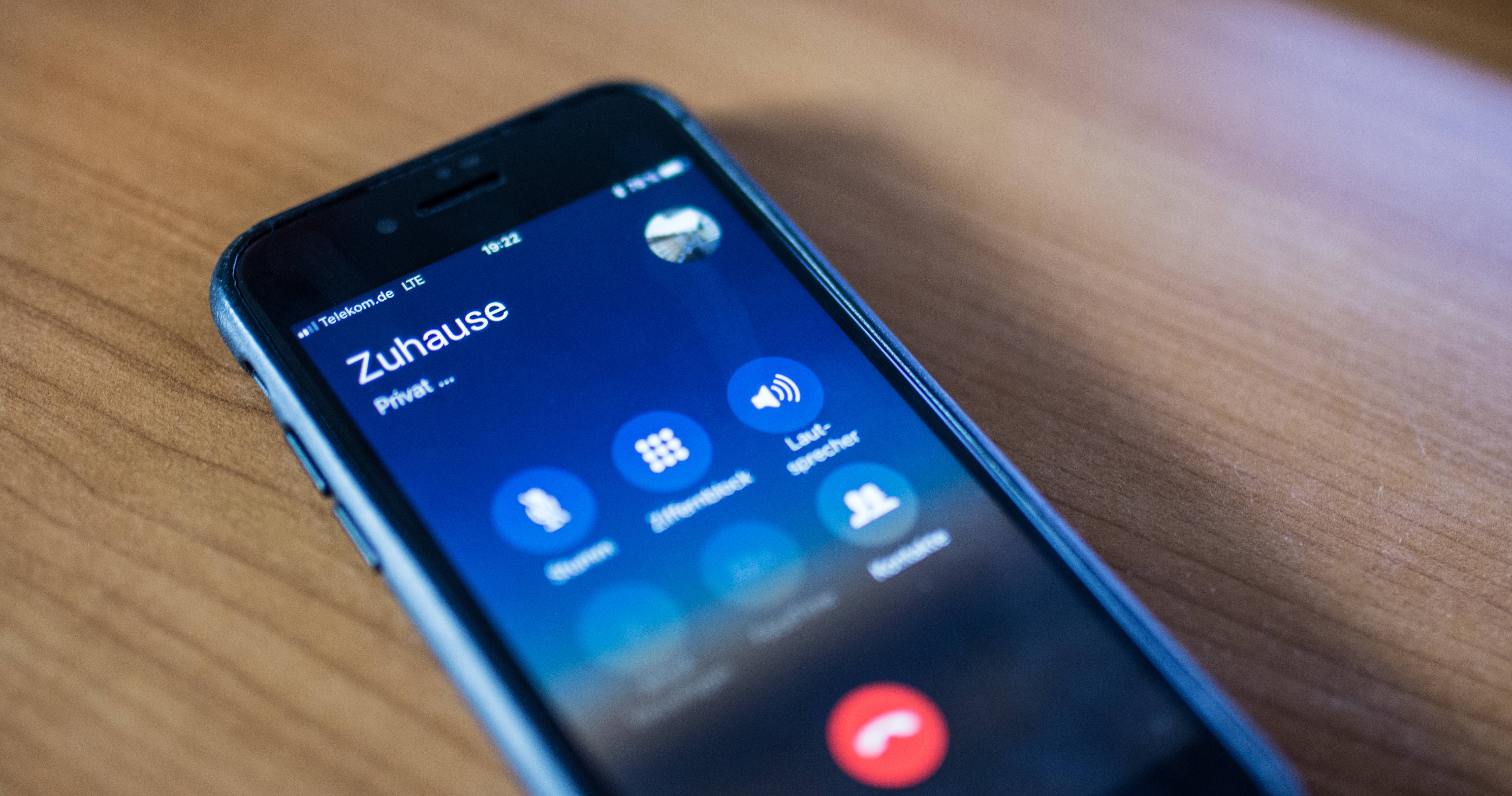
Smartphone cu apel VoLTE activ

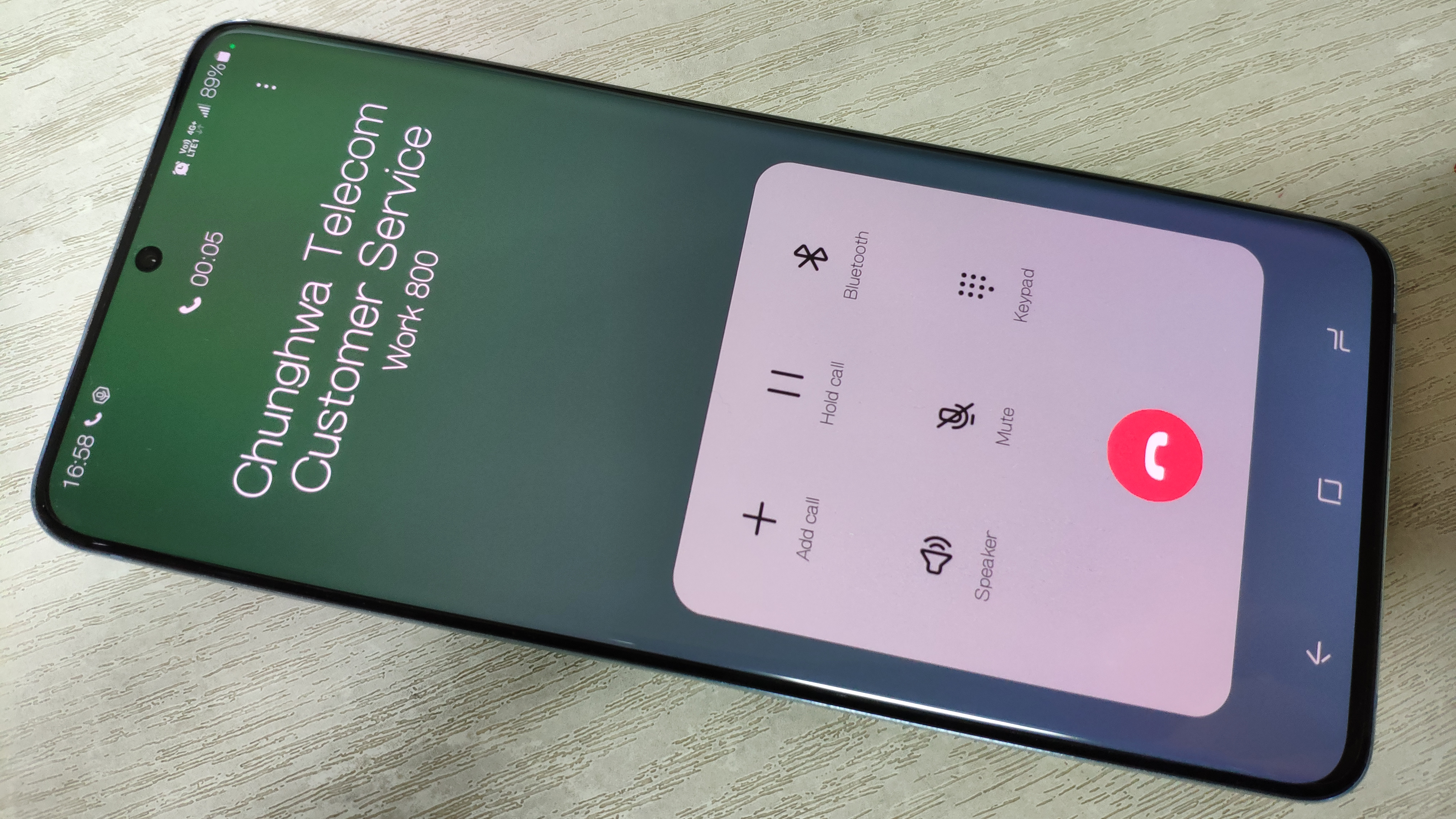
Apelare VoLTE

Voice over Long-Term Evolution (VoLTE) este un standard de radiocomunicație LTE de mare viteză pentru apeluri vocale și SMS, utilizat prin intermediul telefoanelor mobile și terminalelor de date. VoLTE permite o capacitate de voce și de date de până la de trei ori mai mare decât tehnologia mai veche 3G UMTS și de până la șase ori mai mare decât 2G GSM. Acest standard utilizează mai puțină lățime de bandă, deoarece anteturile pachetelor VoLTE sunt mai mici decât cele ale VoIP-ului sau ale LTE-ului neoptimizat. Apelurile VoLTE sunt, de obicei, tarifate la același nivel ca apelurile tradiționale.
Pentru a efectua un apel VoLTE, dispozitivul, firmware-ul acestuia și furnizorii de telefonie mobilă de la fiecare capăt, precum și conectivitatea între operatori, trebuie să implementeze serviciul în zonă și să fie compatibile între ele. VoLTE a fost comercializat de către unii operatori ca „voce HD”, deși acest termen se referă la un concept mai larg. HD+ (EVS) este utilizat în LTE, iar vocea HD era disponibilă și în rețelele 3G.

## Prezentare generală
VoLTE se bazează pe cadrul arhitectural al subsistemului multimedia IP (IMS), având profile specifice pentru planurile de control și media ale serviciului de voce. Aceasta facilitează VoLTE pe serviciul de bandă largă wireless LTE, conform standardului definit de GSMA⁠(d) în PRD IR.92. Această abordare permite furnizarea serviciului de voce (inclusiv planurile de control și media) ca fluxuri de date în cadrul suportului de date LTE, fără a depinde de rețeaua de voce cu comutație de circuite.
În februarie 2019, existau 253 de operatori care investeau în VoLTE în 113 țări la nivel global, dintre care 184 aveau servicii comerciale de voce VoLTE-HD lansate în 87 de țări, în creștere de la 137 de operatori în 65 de țări cu un an înainte, conform datelor furnizate de Global Mobile Suppliers Association. Până în august 2019, aceste cifre au crescut la 262 de operatori care investeau în VoLTE în 120 de țări și 194 de operatori cu servicii de voce VoLTE-HD lansate în 91 de țări.

## Cerințe
Furnizorul de servicii de telefonie trebuie să activeze serviciul de voce pe rețeaua sa celulară LTE. Aceste setări, numite „profiluri VoLTE”, conțin informațiile necesare pentru fiecare furnizor de servicii, pentru a activa VoLTE pe echipamentul clientului. Producătorii de dispozitive trebuie să își actualizeze dispozitivele pentru a include profilurile fiecărui operator din întreaga lume.
Dacă furnizorul de servicii al unui telefon mobil este disponibil în cadrul dispozitivului, sistemul de operare se va conecta automat și va activa Vocea prin LTE.

## Roaming VoLTE
VoLTE Roaming⁠(d) este esențial pentru a efectua apeluri VoLTE în roaming în alte rețele 4G/LTE. Dispozitivele care nu suportă Roaming VoLTE nu pot efectua apeluri VoLTE atunci când sunt în roaming în altă rețea. Roaming VoLTE utilizează arhitectura S8HR, care direcționează apelurile către rețeaua mobilă de origine. Dispozitivele care nu au suport pentru Roaming⁠(d) VoLTE pot utiliza rețelele 2G sau 3G (dacă sunt disponibile) pentru efectuarea și primirea apelurilor, prin intermediul Circuit Switched Fallback (CSFB). În țările fără rețele 2G sau 3G, dispozitivele Roaming nu vor avea acces la serviciul de apeluri din rețeaua Roaming conectată.
Suportul pentru roaming VoLTE necesită un dispozitiv Android cu Android 12 (2021) sau mai recent și un iPhone cu iOS 15⁠(d) (2021) sau mai recent. În aprilie 2023, dispozitivele cu Android versiuni 4 - 11 reprezentau aproximativ 70% din piața globală de dispozitive Android, conform Google.

## Apeluri de urgență VoLTE
Nu toate dispozitivele comercializate ca fiind „compatibile VoLTE” pot efectua apeluri către numerele de urgență prin 4G/LTE. Unii operatori și producători au dezactivat capacitatea telefoanelor de a apela serviciile de urgență utilizând VoLTE, astfel încât aceste dispozitive se bazează pe rețelele 2G sau 3G pentru a efectua apeluri către serviciile de urgență.
În 2022, la conferința Asociației Europene a Numerelor de Urgență (EENA), expertul în telecomunicații Rudolf van der Berg a prezentat problemele grave de compatibilitate legate de apelurile VoLTE și apelurile de urgență. Una dintre problemele majore ridicate a fost că multe telefoane 4G/LTE (atât europene, cât și internaționale) sunt incapabile să apeleze serviciile de urgență (911/112) fără acces la rețelele 2G sau 3G (apeluri cu comutare de circuit - Circuit Switched Calling).
În martie 2024, înainte de oprirea rețelelor 3G în Australia, guvernul federal a anunțat că mai mult de 740.000 de telefoane 4G VoLTE nu vor mai putea apela serviciile de urgență după închiderea rețelelor 3G. La începutul lunii aprilie 2024, acest număr a crescut la peste 1 milion de dispozitive. Telstra⁠(d) urma să oprească rețeaua 3G pe 30 iunie 2024, dar a decis să amâne această oprire până pe 31 august 2024. Pe 14 august 2024, Telstra și Optus au anunțat o nouă amânare a opririi rețelelor 3G până pe 28 octombrie 2024.

## Probleme întâmpinate
Implementarea VoLTE a întâmpinat mai multe probleme, printre care:
- Nu toți abonații sunt automat eligibili pentru VoLTE, acesta fiind activat inițial doar pentru unii abonați.[14]
- Unii furnizori oferă VoLTE compatibil doar cu echipamentele vândute în magazinele lor.
- Dispozitivele LTE mai vechi nu primesc actualizări de la producători, astfel că nu sunt compatibile.[15]
- Serviciile de urgență au avut probleme de accesibilitate în rețelele VoLTE.[16]
- În SUA, multe dispozitive M2M nu erau compatibile cu LTE.[17]
- Multe mărci de dispozitive din gama a doua nu sunt acceptate de operatorii de telefonie mobilă.
- Nu există o modalitate de a „verifica” care operatori din lume sunt compatibili cu un anumit dispozitiv.

## Probleme de compatibilitate a dispozitivelor
VoLTE este acceptat cu chipset-urile Qualcomm Snapdragon⁠(d) începând cu 2013/2014 (ex: Snapdragon 800/801), dar nu toate dispozitivele Android vândute au VoLTE activat în software de către producător. În multe cazuri, dispozitivele nu dispun de configurațiile/profilurile corecte ale rețelei operatorului pentru a efectua apeluri VoLTE pe toate rețelele.
Spre deosebire de apelurile 2G și 3G, nu există o configurație unică pentru VoLTE care să fie universal acceptată de toate dispozitivele și rețelele. Unele rețele acceptă configurația GSMA⁠(d) IR.92 „Open Market Device”, care este o configurație VoLTE generică/globală destinat dispozitivelor de pe piața deschisă (fără operator). Dispozitivele 4G/LTE care nu au suport nativ pentru apeluri VoLTE depind de rețelele 2G/3G pentru a efectua sau a primi apeluri (prin Circuit Switched Fallback - CSFB), iar fără acces la rețele 2G sau 3G, aceste dispozitive nu pot efectua apeluri.
Un dispozitiv poate fi comercializat ca având suport VoLTE, dar este posibil ca acesta să funcționeze doar în anumite rețele din cauza configurațiilor diferite ale rețelei și a problemelor de standardizare VoLTE.
În unele cazuri, versiunile comerciale ale dispozitivelor au fost vândute fără capacitatea de a efectua apeluri VoLTE pe nicio rețea (în funcție de marcă/piață/regiune). Cu toate acestea, același dispozitiv achiziționat direct de la un operator (cu software-ul operatorului) va suporta VoLTE pe rețeaua respectivă. În mod similar, este posibil ca unele telefoane achiziționate de la un alt operator sau dintr-o altă piață să nu fie configurate pentru a suporta VoLTE pe toate rețelele dintr-o anumită țară. Această problemă afectează în principal telefoanele Android și dispozitivele non-Apple. iPhone 6 (2014) cu IOS 10⁠(d) sau mai nou acceptă apeluri VoLTE în majoritatea rețelelor, în timp ce iPhone 5 și 5s⁠(d), deși sunt dispozitive 4G/LTE, nu suportă apeluri VoLTE.
De exemplu, pentru ca un dispozitiv Android să aibă apeluri VoLTE în rețeaua Telstra⁠(d), acesta trebuie să ruleze o configurație de modem Telstra. Dispozitivele care folosesc configurația GSMA⁠(d) „Open Market Device” sau o configurație de la un alt operator nu pot efectua apeluri VoLTE în rețeaua Telstra. Această limitare împiedică clienții Telstra să utilizeze dispozitivele Open Market care nu au suport firmware nativ pentru rețeaua Telstra. Dispozitivele cu configurație Open Market pot funcționa pe rețelele operatorilor concurenți, cum ar fi Optus⁠(d) și Vodafone⁠(d).
Pentru unele dispozitive Android bazate pe Qualcomm, este posibil să se modifice firmware-ul dispozitivului cu un software special și să se încarce manual o configurație de modem de operator compatibilă. Prin modificarea firmware-ului, utilizatorii pot activa apelurile VoLTE, dar operatorul ar putea să nu recunoască aceste dispozitive ca fiind compatibile, deși acestea funcționează corect.
Începând cu mai 2024, Telstra a început să forțeze un mesaj preînregistrat la toate apelurile de ieșire, informând clienții afectați despre necesitatea de a face upgrade înainte de închiderea rețelei 3G în august. Chiar și clienții cu dispozitive modificate care aveau apeluri VoLTE funcționale la Telstra auzeau acest mesaj la fiecare apel 4G VoLTE efectuat. Aceasta se datorează faptului că Telstra se bazează pe listele de dispozitive „compatibile” (adică codurile IMEI/TAC ale dispozitivelor).

Utilizatorii Android pot verifica dacă VoLTE funcționează prin verificarea „Stării IMS” a dispozitivului într-un meniu ascuns de depanare a informațiilor radio. Dacă starea IMS arată „IMS Registration: Registered” și „Voice over LTE: Available”, atunci VoLTE este activat și funcționează. O stare IMS de tipul „Not Registered” („Neînregistrat”) și „Voice over LTE: Unavailable” indică faptul că VoLTE nu este activat sau funcțional.

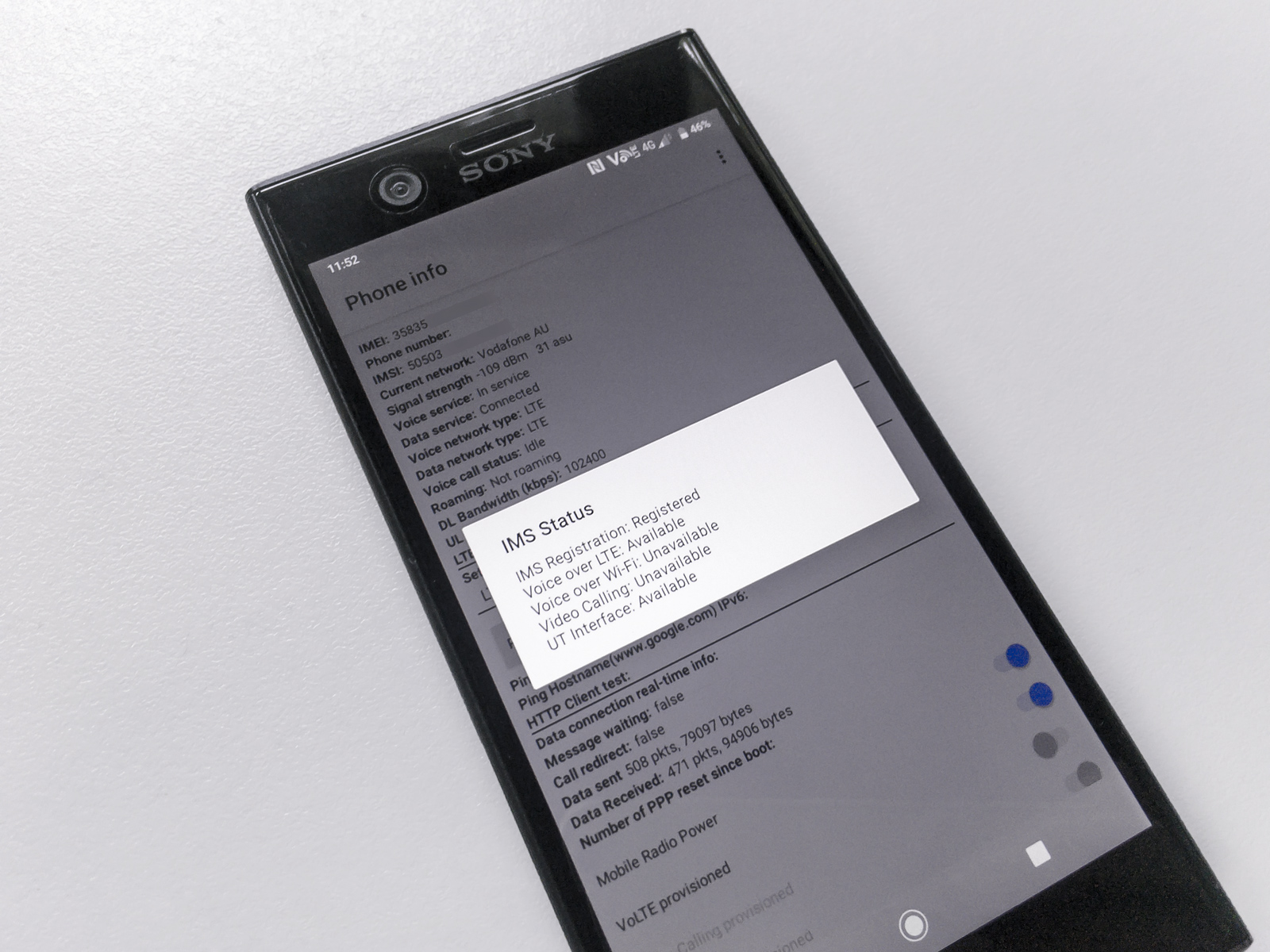
Android IMS Status pentru Voice over LTE

Pentru ca apelurile VoLTE să fie „disponibile” pe un dispozitiv, VoLTE trebuie să fie activat în firmware, iar o configurație/un profil de modem compatibil cu operatorul trebuie să fie încărcat pe dispozitiv. De obicei, configurațiile modemului sunt încărcate automat de firmware-ul dispozitivului la introducerea unei cartele SIM.
Depanarea stării IMS poate indica, de asemenea, dacă apelurile Wi-Fi (Voice over Wi-Fi) și apelurile video (ViLTE/Video Telephony) sunt disponibile. (Notă: Pentru ca funcția Wi-Fi Calling să fie indicată ca disponibilă, dispozitivul trebuie să fie conectat la o rețea Wi-Fi adecvată).
În plus, dispozitivele cu starea „UT Interface” „Unavailable” nu vor putea modifica setările de redirecționare a apelurilor sau de apel ocupat prin 4G/LTE. Notă: Interfața UT nu este necesară pentru apelurile VoLTE; interfața UT este necesară doar pentru a modifica setările serviciilor suplimentare (de exemplu, redirecționarea apelurilor) pe o rețea 4G/LTE. Dispozitivele care nu au o interfață UT „disponibilă” depind de rețelele 2G/3G pentru a modifica setările de redirecționare/oprire a apelurilor.

## Istoric
Începând cu august 2012, MetroPCS⁠(d) a lansat primele servicii comerciale VoLTE din lume în Dallas, Texas, în Statele Unite, alături de primul telefon VoLTE, LG Connect 4G. În mai 2014, Singtel⁠(d) a introdus primul serviciu VoLTE comercial „complet” din lume în Singapore, inițial doar în combinație cu Galaxy Note 3⁠(d), acesta fiind ulterior extins. În iunie 2014, KT⁠(d) a prezentat primele servicii de roaming⁠(d) transfrontalier din lume bazate pe Voice over LTE, colaborând cu China Mobile pentru a dezvolta aceste servicii.
În noiembrie 2014, Verizon și AT&T au anunțat că permit conexiuni VoLTE-to-VoLTE între clienții lor. Interoperabilitatea VoLTE între clienții Verizon și AT&T a început în 2015, iar testarea și proiectarea au fost efectuate între ambele companii folosind rețele terțe, cum ar fi Alcatel-Lucent. S-a declarat că acest lucru a fost finalizat în noiembrie 2017.
La 11 iulie 2015, SEATEL Cambodia a anunțat primul serviciu comercial 100% VoLTE fără 2G/3G din lume în Cambodgia.
Din 2020, aproape toate telefoanele noi de vânzare au potențialul de a suporta VoLTE.
La 31 decembrie 2022, Verizon a închis rețeaua CDMA, solicitând astfel ca dispozitivele să suporte LTE sau 5G⁠(d). Clienții cu dispozitive CDMA și dispozitive LTE fără suport VoLTE ar fi trebuit să treacă la un dispozitiv compatibil VoLTE până la acea dată. Verizon a încetat să mai activeze dispozitive CDMA-only în rețeaua sa în 2018 și planificase anterior să închidă serviciul 3G în 2019, dar a prelungit de două ori calendarul de închidere a rețelei 3G - mai întâi până la 31 decembrie 2020 și apoi până la 31 decembrie 2022, despre care vicepreședintele departamentului de inginerie a rețelei a afirmat că „nu va mai fi prelungit”. Compania a indicat că întârzierile au fost într-un efort de a „minimiza întreruperile” pentru clienții săi care încă utilizează rețeaua 3G. În martie 2021, mai puțin de 1% dintre clienții Verizon utilizau încă rețeaua 3G, iar multe dintre dispozitivele conectate la 3G sunt dispozitive integrate, cum ar fi contoarele inteligente de utilități și alarmele antiefracție de acasă.
În plus, anumite telefoane compatibile cu Verizon au fost blocate în rețeaua CDMA a Verizon chiar înainte de 31 decembrie 2022, chiar dacă dispozitivul suporta CDMA (de exemplu, dispozitive deblocate cu suport pentru Sprint sau China Telecom), necesitând astfel suport VoLTE atunci când sunt utilizate pe Verizon. Aceasta include versiunile cu suport CDMA ale seriei Apple IPhone 12⁠(d) și 13, Samsung Galaxy S21, Google Pixel 5a⁠(d) și OnePlus 6T⁠(d) la 9⁠(d). Dispozitivele fără suport CDMA, cum ar fi Pixel 6⁠(d) și mai sus, dispozitivele OnePlus 10 Pro⁠(d) și 10T⁠(d) vândute în SUA și anumite iPhone-uri, inclusiv IPhone 14⁠(d), precum și modelele „GSM” mai vechi vor funcționa pe Verizon doar în modul VoLTE.

## Calitatea vocii
Pentru a asigura compatibilitatea, 3GPP solicită cel puțin codecul AMR-NB (bandă îngustă), dar codecul vocal recomandat pentru VoLTE este Adaptive Multi-Rate Wideband⁠(d) (AMR-WB), cunoscut și sub marca HD Voice după programul de certificare GSMA. Acest codec este obligatoriu în rețelele 3GPP care sunt capabile de o eșantionare de 16 kHz.
În plus, mulți operatori și dispozitive pot utiliza serviciile vocale îmbunătățite (EVS). Acesta este un codec de bandă super-largă (20-16.000 Hz) sau de bandă completă (20-20.000 Hz) compatibil cu AMR-WB. Acest codec este cunoscut și sub marca HD Voice+, după programul de certificare al GSMA. GSMA a propus ca EVS să devină obligatoriu, la fel ca AMR-WB. (Atât operatorii, cât și orice interconectare, precum și cele două dispozitive apelante trebuie să fie capabile să utilizeze codecul pentru ca acesta să fie utilizat). Codecul AMR-WB+ are o gamă largă de rată de biți, de la 5,2 la 48 kbit/s. EVS oferă o gamă largă de rate de biți, de la 5,9 kbit/s la 128 kbit/s, permițând furnizorilor de servicii să optimizeze capacitatea rețelei și calitatea apelurilor după cum doresc pentru serviciul lor, astfel încât VoLTE nu asigură întotdeauna o calitate ridicată a apelurilor.
Fraunhofer IIS⁠(d) a demonstrat anterior o implementare a codecului AAC-ELD în VoLTE, pe care a denumit-o „Full-HD Voice”. Acesta nu a dobândit statutul de standard sau nu a fost adoptat în lumea reală. De atunci, ei au reutilizat termenul „Full-HD Voice” pentru EVS în modul fullband (HD+ este, de asemenea, utilizat).